# Direitos LGBT na Chechênia

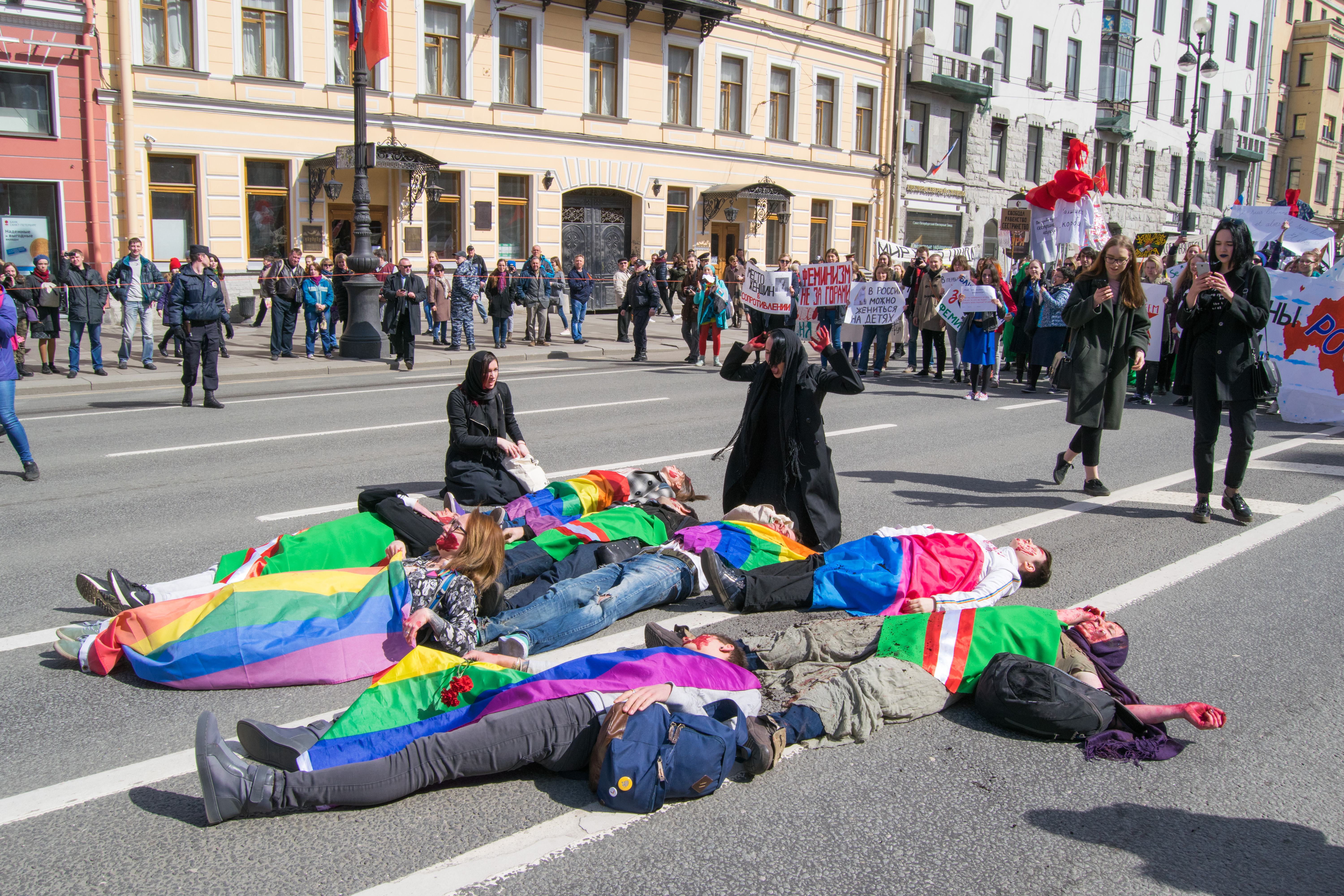
Ativistas representam uma cena de mães chechenas que lutam seus filhos, vestidos com bandeiras LGBT e da Chechênia, na Nevsky Prospekt, São Petersburgo.

Os direitos LGBT na Chechênia têm sido motivo de preocupação entre as organizações de direitos humanos, como a Anistia Internacional e a Human Rights Watch. Como parte da Federação Russa, muito da legislação LGBT da Rússia se aplica a região. No entanto, a Chechênia é uma república semi-autônoma dentro das fronteiras da Rússia, com seu próprio código legal, e o Estado impõe a pena de morte (oficialmente suspensa) para as relações sexuais entre homens. Além disso, existem poucas proteções para cidadãos LGBT e o governo incentiva o assassinato de pessoas suspeitas de homossexualidade por suas famílias.
Desde março de 2017, uma violenta repressão à comunidade LGBT levou ao sequestro e à detenção de homens homossexuais e bissexuais, que foram espancados e torturados. Mais de cem homens foram alvo. Pelo menos três (supostamente até 20) foram mortos. O número exato de pessoas detidas e mortas é desconhecido. Um painel de consultores especializados do Conselho de Direitos Humanos das Nações Unidas informou no início de abril de 2017 que "estes são atos de perseguição e violência em uma escala sem precedentes na região e constituem graves violações das obrigações da Federação Russa nos termos do direito internacional dos direitos humanos."

## Aspectos culturais
A Chechênia é uma sociedade islâmica altamente conservadora, em que a homofobia é generalizada e a homossexualidade é um tabu. Após dois conflitos armados separatistas na década de 1990 - a Primeira Guerra Chechena e a Segunda Guerra Chechena - a região "tornou-se cada vez mais conservadora" sob a liderança do presidente Akhmad Kadyrov e seu filho Ramzan Kadyrov, que é o chefe da República Chechena. Na Chechênia, como em outras regiões do sul da Rússia, o presidente russo Vladimir Putin "capacitou líderes locais para impor sua interpretação dos valores muçulmanos tradicionais, em parte em um esforço para cooptar o extremismo islâmico, que foi em grande parte conduzido clandestinamente". A Human Rights Watch informou em 2017 que "é difícil exagerar o quão vulnerável as pessoas LGBT estão na Chechênia, onde a homofobia é intensa e desenfreada. As pessoas LGBT estão em perigo não só de perseguição pelas autoridades, mas também de vítimas de "homicídios de honra" por seus próprios parentes para manchar a honra da família." Ramzan Kadyrov também encorajou assassinatos extrajudiciais por membros da própria família como uma alternativa à aplicação da lei - em alguns casos, os homossexuais na prisão foram liberados especificamente para permitir que fossem assassinados por parentes.

## Aspectos legais
A homossexualidade foi primeiramente ilegal na Chechênia após a Rússia conquistar a região no final dos anos 1800. Após a Revolução de Outubro, toda a Rússia legalizou novamente a homossexualidade, mas a recriminalizou em toda a União Soviética durante o governo de Josef Stalin. A homossexualidade foi relegada na Rússia mais uma vez em 1993, embora, entre 1991 e 2000, a Chechênia fosse de facto independente da Rússia. Para competir com os senhores da guerra islâmicos na região, o presidente checheno Aslan Maskhadov adotou a lei da charia em 1996 e o artigo 148 do Código Penal da Chechênia passou a considerar uma relação sexual consensual (entre dois homens ou entre homem e mulher) punível nas duas primeiras ofensas e com aplicação da pena de morte na terceira ofensa.
Embora a Chechênia tenha retornado ao regime direto russo em 2000, ela conserva alguma autonomia e o atual líder, Ramzan Kadyrov, "trouxe o Islã para a frente da vida cotidiana da Chechênia, e pessoas homossexuais que revelam sua sexualidade são muitas vezes discriminadas e evitadas por suas famílias".
A Rússia aprovou oficialmente uma lei contra a "propaganda gay" em junho de 2013. Ela proíbe oficialmente a distribuição de "propaganda sobre relações sexuais não-tradicionais" entre as crianças. A lei foi criticada por vários grupos de direitos humanos, incluindo a Human Rights Watch, como "abertamente discriminatória" em relação à população LGBT e foi citada como uma das razões pelas quais o Kremlin não respondeu rápido o suficiente sobre a perseguição de homossexuais na Chechênia.

## Perseguição anti-LGBT em 2017

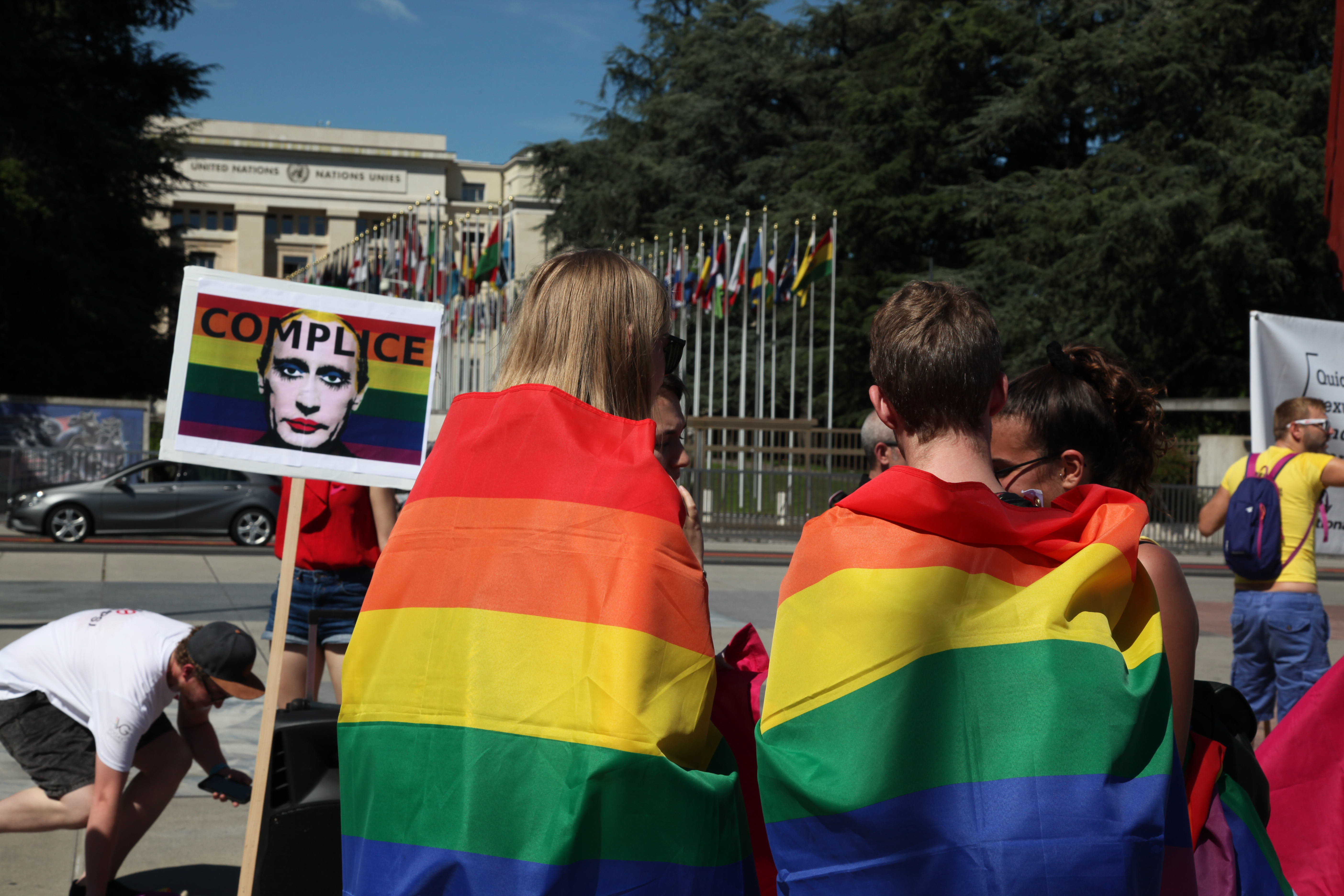
Protesto em Genebra, Suíça, contra a perseguição chechena contra pessoas LGBT.

Em março de 2017, o grupo de direitos LGBT GayRussia.ru, com sede em Moscou, pediu permissão para realizar manifestações homossexuais em quatro cidades da região do Cáucaso do Norte. O grupo não se candidatou para realizar uma manifestação na Chechênia, mas se candidatou para realizar uma manifestação na vizinha Kabardino-Balkaria. Embora o pedido do grupo tenha sido negado, ele provocou uma onda de perseguição anti-homossexuais na região. Observadores de direitos humanos informaram que a aplicação da lei em toda a Chechênia começou a encarcerar e torturar homens gays, com pelo menos três mortes relatadas pela Human Rights Watch. Um artigo de abril de 2017 da Novaya Gazeta afirmou que mais de 100 homens foram perseguidos pela polícia sob suspeita de serem homossexuais e três morreram. Em 7 de abril, o Departamento de Estado dos Estados Unidos declarou que tinha "inúmeros relatórios credíveis que indicavam a detenção de pelo menos 100 homens com base em sua orientação sexual". Um porta-voz do líder político da Chechênia negou o relatório, alegando que não há homossexuais dentro de suas fronteiras e que "seus próprios parentes os teriam enviado para onde eles nunca poderiam retornar", não podendo haver perseguição de homossexuais por parte de autoridades policiais. No entanto, o International Crisis Group disse ter recebido informações diferentes. De acordo com a Novaya Gazeta, relatos verificados pela Rede Russa LGBT, homens homossexuais foram mantidos em uma prisão secreta em Argun, descrita em muitas fontes como um campo de concentração, onde foram submetidos a violência e tortura. Os homens chechenos que foram detidos em vários centros de detenção relataram ter sido espancados e torturados com choques elétricos.
Em um relatório emitido em 13 de abril de 2017, um painel de cinco consultores especializados do Conselho dos Direitos Humanos das Nações Unidas - Vitit Muntarbhorn, Sètondji Roland Adjovi; Agnès Callamard; Nils Melzer; e David Kaye - condenaram a onda de tortura e assassinatos de homens gays na Chechênia. O painel escreveu: "Estes são atos de perseguição e violência em uma escala sem precedentes na região e constituem graves violações das obrigações da Federação Russa nos termos do direito internacional dos direitos humanos". O painel escreveu:
Instamos as autoridades a pôr fim à perseguição de pessoas que são consideradas gays ou bissexuais na República da Chechênia e que vivem em um clima de medo alimentado por discursos homofóbicos pelas autoridades locais. É crucial que os relatos de sequestros, detenções ilegais, tortura, espancamento e homicídios de homens classificados como gay ou bissexuais sejam investigados minuciosamente.